# Polyalthia fragrans
Polyalthia fragrans (Dalzell) Benth. & Hook. f. – gatunek rośliny z rodziny flaszowcowatych (Annonaceae Juss.). Występuje naturalnie w Indiach oraz w południowo-wschodniej części Chin (w południowym Junnanie). 

## Morfologia

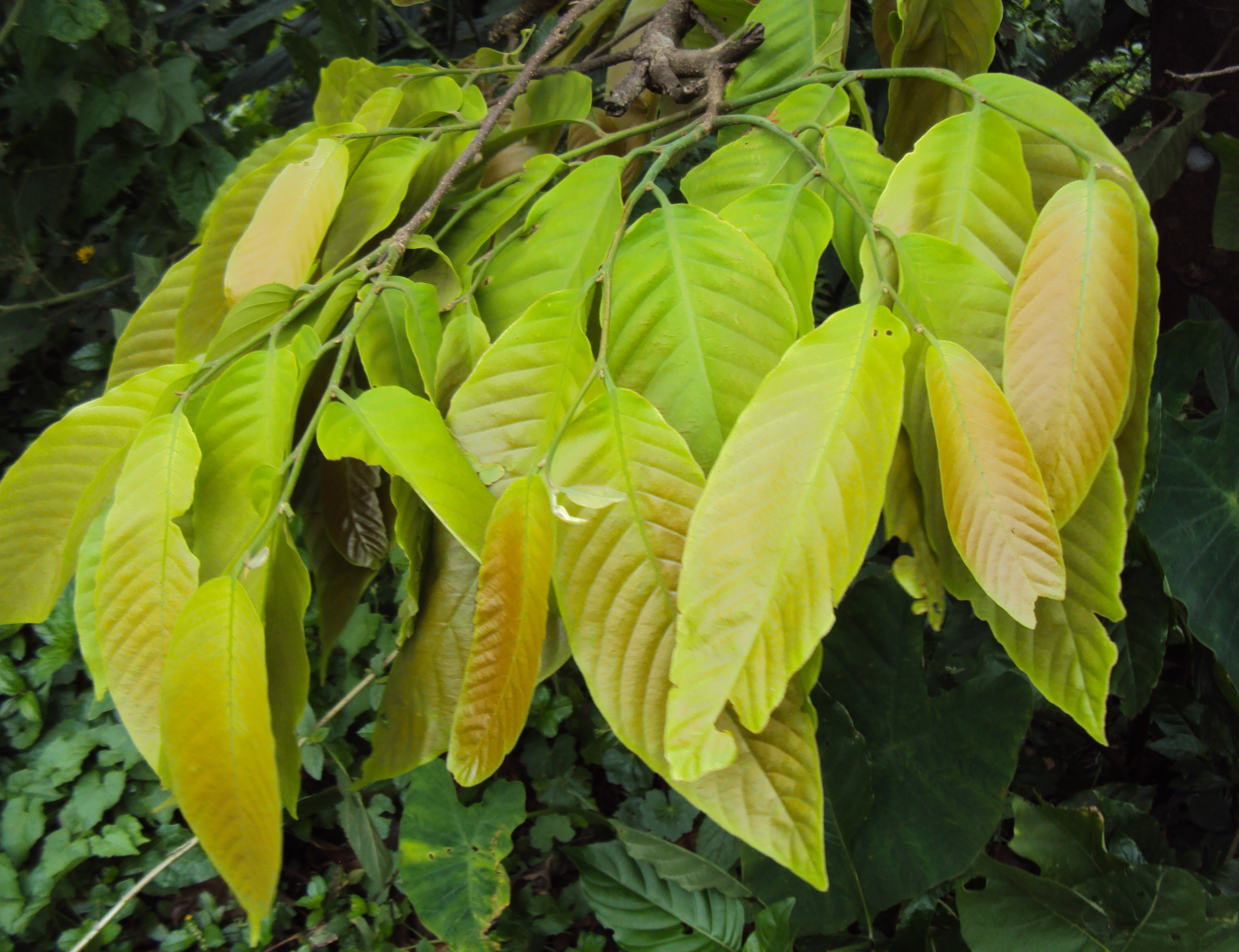
Liście

PokrójZimozielone drzewo dorastające do 18 m wysokości.
LiścieMają kształt od podłużnie owalnego do podłużnie lancetowatego lub eliptycznego. Mierzą 10–24 cm długości oraz 5–12,5 cm szerokości. Ogonek liściowy jest nagi i dorasta do 10–18 mm długości.
KwiatySą zebrane w wierzchotki, rozwijają się w kątach pędów. Wydzielają zapach. Osie kwiatostanu są owłosione. Działki kielicha są niepozorne i mają okrągły kształt. Płatki mają równowąski kształt i osiągają do 35–40 mm długości.
OwocePojedyncze mają jajowaty kształt, zebrane w owoc zbiorowy. Są nagie, osadzone na szypułkach. Osiągają 3–4 mm długości.

## Biologia i ekologia
Rośnie w lasach. Występuje na wysokości do 700 m n.p.m. Kwitnie od kwietnia do maja, natomiast owoce dojrzewają od czerwca do sierpnia.